# Hypodontolaimus antarcticus
Hypodontolaimus antarcticus is een rondwormensoort uit de familie van de Chromadoridae. De wetenschappelijke naam van de soort is voor het eerst geldig gepubliceerd in 2006 door Andrássy & Gibson.